# Concepción Chiquirichapa
Concepción Chiquirichapa – miasto w Gwatemali, w departamencie Quetzaltenango, położone 15 km na zachód od stolicy departamentu miasta Quetzaltenango, oraz około 80 km na wschód od granicy państwowej z meksykańskim stanem Chiapas.  Miasto leży w szerokiej kotlinie w górach Sierra Madre de Chiapas, na wysokości 2565 m n.p.m. Według danych szacunkowych w 2012 roku liczba ludności miejscowości wyniosła 12 011 mieszkańców.  

## Gmina Concepción Chiquirichapa
Jest siedzibą władz gminy o tej samej nazwie, która jest jedną z 24 gmin w departamencie. Gmina w 2012 roku liczyła 18 215 mieszkańców. 
Gmina jak na warunki Gwatemali jest bardzo mała, a jej powierzchnia obejmuje zaledwie 48 km². Gmina ma charakter rolniczy.  Klimat gminy jest równikowy, według klasyfikacji Wladimira Köppena, należy do klimatów tropikalnych monsunowych, z wyraźną porą deszczową występującą od maja do października. Większość terenu pokryta jest dżunglą.